# Sedum forreri
Sedum forreri är en fetbladsväxtart som beskrevs av Edward Lee Greene. Sedum forreri ingår i Fetknoppssläktet som ingår i familjen fetbladsväxter. Inga underarter finns listade i Catalogue of Life.